# Robbins Island
Robbins Island è un'isola situata nei pressi della costa nord-occidentale della Tasmania, dalla quale è separata da un braccio di mare molto soggetto alle maree denominato Stretto di Robbins.
Con un'estensione di circa 99 chilometri quadrati, è la settima isola per dimensioni della Tasmania.
Sin dalla metà del XVIII secolo, essa viene utilizzata come pascolo per il bestiame ed in particolare per le pecore da lana. La famiglia Hammond, attuale proprietaria dell'isola, vi produce invece soprattutto carne wagyū da esportare in Giappone. Nelle acque attorno all'isola è presente in un certo grado l'acquacoltura, con allevamento di aragoste e abaloni.

È inoltre in progettazione la costruzione di un parco eolico sull'isola, la cui ultimazione è prevista nel 2014.

## Storia
In passato, l'isola faceva parte del territorio della tribù aborigena tasmaniana del Nord Ovest, ed in particolare vi si era stanziata la banda dei Parperloihener.
L'isola prende il nome dal primo ufficiale inglese Charles Robbins, incaricato nel 1802 dal governatore australiano di impedire ai francesi (sotto il comando del commodoro Nicholas Baudin) di insediarsi nell'allora "terra di Van Diemen". Durante dei viaggi attorno alla Tasmania sullo schooner Cumberland, alla ricerca dei francesi (ma la scoperta dell'isola venne fatta durante la ricerca di due navi spagnole catturate da corsari del Nuovo Galles del Sud), Robbins esplorò molte aree sconosciute dell'isola, fra cui, nel 1804, anche l'isola che porta il suo nome.
Nel 1826, la compagnia commerciale della terra di Van Diemen riuscì nell'intento di far dichiarare cedibile come proprietà privata gran parte della Tasmania, fra cui anche Robbins Island. Fino al 1840, tuttavia, vi furono problemi dovuti agli scontri ricorrenti fra gli aborigeni residenti ed i coloni insediatisi sull'isola, per risolvere i quali venne autorizzato il pugno di ferro nei confronti degli indigeni. Nel 1835 gli aborigeni sopravvissuti sull'isola (come quelli del resto della Tasmania) vennero deportati e riuniti su Flinders Island.

Attualmente, l'isola è proprietà privata.
Nel 1873 l'isola passò nelle mani della famiglia Reid, che l'amministrò per 43 anni utilizzandola perlopiù come riserva di caccia, ma anche per lasciarvi pascolare gli armenti. Nel 1916 la proprietà dell'isola passò ai coniugi Holyman, utilizzandola per l'allevamento di pecore da lana, mettendola però in vendita nel 1958. Tre anni dopo, l'isola venne acquistata da H. E. Hammond, la cui famiglia è ancora la proprietaria dell'isola.